# Mormodes
Mormodes is een geslacht van orchideeën uit de onderfamilie Epidendroideae.
Het zijn kleine epifytische of lithofytische planten van tropische laaglandregenwouden uit Midden- en Zuid-Amerika, vooral Mexico, Bolivia en Brazilië, die in tegenstelling tot Catasetum eenhuizig zijn, dus tweeslachtige bloemen dragen. Ze worden gekenmerkt door hun felgekleurde en vreemdgevormde bloemen.

## Naamgeving en etymologie
- Synoniem: Cyclosia Klotsch (1838)

De botanische naam Mormodes is afkomstig van het Oudgriekse Μορμώ, Mormō, geest, en slaat op het bizarre uiterlijk van de bloemen.

## Kenmerken
Mormodes-soorten zijn kleine tot middelgrote epifytische of lithofytische, voornamelijk bladverliezende planten, met grote, spoelvormige, vlezige pseudobulben, opgebouwd uit opeenvolgende ringvormige segmenten, omgeven door oude bladscheden. De nieuwe bladeren zijn lancetvormig, zwaar generfd, en gekield. De bloemstengel ontstaat uit het midden van de pseudobulb, in tegenstelling tot die van Catasetum, die aan de basis van de pseudobulb ontspringt, en die van Cycnoches, die bovenaan ontspringt. De bloeiwijze is een veelbloemige tros met een tiental grote, opvallende en vreemdgevormde bloemen.
De bloemen zijn eenhuizig (anders dan bij Catasetum) en zeer opvallend en variabel gekleurd, meestal rood, roze, oranje of geel. Ze bezitten gelijkvormige kelk- en kroonbladen, waarbij het bovenste kelkblad als een helm over het gynostemium gebogen is, en de laterale kelkbladen naar achter teruggebogen zijn. De bloemlip is hol en boot- of bijna buisvormig, scharnierend opgehangen aan de basis van het gynostemium en drielobbig met twee grote zijlobben, een puntige top, en teruggeslagen zijranden. Het gynostemium is naar voor gericht en zijwaarts gebogen, met een verlengde stempel en twee, zelden vier pollinia op een elastisch stipum.

## Taxonomie
Mormodes zou volgens onderzoek uit 1998 door Pridgeon en Chase een monofyletische groep zijn, zustergeslacht van Cycnoches.
Het geslacht omvat bijna tachtig soorten. De typesoort is Mormodes atropurpurea.

### Soorten
- Mormodes andicola  Salazar (1992)
- Mormodes andreettae  Dodson (1982)
- Mormodes aromatica  Lindl. (1841)
- Mormodes atropurpurea  Lindl. (1836)
- Mormodes aurantiaca  Schltr. (1925)
- Mormodes aurea  L.C.Menezes & Tadaiesky (1997)
- Mormodes auriculata  F.E.L.Miranda (1989)
- Mormodes badia  Rolfe ex W.Watson (1897)
- Mormodes buccinator  Lindl. (1840)
- Mormodes calceolata  Fowlie (1972)
- Mormodes carnevaliana  Salazar & G.A.Romero (1994)
- Mormodes cartonii  Hook. (1846)
- Mormodes castroi  Salazar (1993)
- Mormodes chrysantha  Salazar (1993)
- Mormodes claesiana  Pabst (1968)
- Mormodes cogniauxii  L.Linden (1894)
- Mormodes colossus  Rchb.f. (1852)
- Mormodes cozticxochitl  Salazar (1990)
- Mormodes cucumerina  Pabst (1972)
- Mormodes dasilvae  Salazar (1993)
- Mormodes densiflora  F.E.L.Miranda (1989)
- Mormodes elegans  F.E.L.Miranda (1989)
- Mormodes ephippilabia  Fowlie (1964)
- Mormodes escobarii  Pabst (1969)
- Mormodes estradae  Dodson (1980)
- Mormodes fractiflexa  Rchb.f. (1872)
- Mormodes frymirei  Dodson (1980)
- Mormodes guentheriana  (Kraenzl.) Mansf. (1932)
- Mormodes hoehnei  F.E.L.Miranda & K.G.Lacerda (1992)
- Mormodes hookeri  Lem. (1851)
- Mormodes horichii  Fowlie (1964)
- Mormodes ignea  Lindl. & Paxton (1852)
- Mormodes issanensis  F.E.L.Miranda & K.G.Lacerda (1992)
- Mormodes lancilabris  Pabst (1975)
- Mormodes lawrenceana  Rolfe (1890)
- Mormodes lineata  Bateman ex Lindl. (1841)
- Mormodes lobulata  Schltr. (1910)
- Mormodes luxata  Lindl. (1842)
- Mormodes maculata  (Klotzsch) L.O.Williams (1950)
- Mormodes mejiae  Pabst (1974)
- Mormodes morenoi  R.Vásquez & Dodson (1998)
- Mormodes nagelii  L.O.Williams (1940)
- Mormodes oberlanderiana  F.Lehm. & Kraenzl. (1900)
- Mormodes ocanae  Linden & Rchb.f. (1863)
- Mormodes oceloteoides  S.Rosillo (1983)
- Mormodes oestlundianum  Salazar & Hágsater (1990)
- Mormodes orinocoensis  Salazar & G.A.Romero (1994)
- Mormodes pabstiana  J.Cardeñas (1983)
- Mormodes paraensis  Salazar & da Silva (1993)
- Mormodes pardalinata  S.Rosillo (1979)
- Mormodes peruviana  Salazar (1993)
- Mormodes porphyrophlebia  Salazar (1992)
- Mormodes powellii  Schltr. (1922)
- Mormodes ramirezii  S.Rosillo (1983)
- Mormodes rodriguesiana  Salazar (1992)
- Mormodes rolfeana  L.Linden (1891)
- Mormodes romanii  Dodson (1980)
- Mormodes rosea  Barb.Rodr. (1877)
- Mormodes saccata  S.Rosillo (1983)
- Mormodes sanguineoclaustra  Fowlie (1970)
- Mormodes schultzei  Schltr. (1924)
- Mormodes sinuata  Rchb.f. & Warm. (1881)
- Mormodes skinneri  Rchb.f. (1869)
- Mormodes sotoana  Salazar (1992)
- Mormodes speciosa  Linden ex Lindl. & Paxton (1853)
- Mormodes tapoayensis  F.E.L.Miranda & K.G.Lacerda (1992)
- Mormodes tezontle  S.Rosillo (1980)
- Mormodes tibicen  Rchb.f. (1870)
- Mormodes tigrina  Barb.Rodr. (1877)
- Mormodes tuxtlensis  Salazar (1988)
- Mormodes uncia  Rchb.f. (1869)
- Mormodes variabilis  Rchb.f. (1869)
- Mormodes vernixioidea  Pabst (1975)
- Mormodes vernixium  Rchb.f. (1887)
- Mormodes vinacea  Hoehne (1910)
- Mormodes warszewiczii  Klotzsch (1854)